# Đại dịch COVID-19 tại Tây Sahara
Bài viết này ghi lại các tác động của đại dịch COVID-19 ở Tây Sahara, và có thể không bao gồm tất cả các phản ứng và biện pháp chính hiện đại.

## Dòng thời gian
Vào ngày 4 tháng 4 năm 2020, Tây Sahara đã xác nhận trường hợp COVID-19 đầu tiên tại vùng lãnh thổ tự trị này.
Tính đến ngày 31 tháng 12 năm 2022, Tây Sahara ghi nhận 10 trường hợp nhiễm COVID-19 và 1 trường hợp tử vong.